# Śliwice (Otmuchów)
Śliwice – część miasta Otmuchów w Polsce położona w województwie opolskim, w powiecie nyskim, w gminie Otmuchów.
Wieś Śliwice przyłączono do miasta 1 stycznia 2018 roku.
W latach 1975–1998 miejscowość położona była w województwie opolskim.
W latach 1893–1961 przez wieś przebiegała linia kolejowa nr 259 z przystankiem Śliwice Śląskie.

## Nazwa
W księdze łacińskiej Liber fundationis episcopatus Vratislaviensis (pol. Księga uposażeń biskupstwa wrocławskiego) spisanej za czasów biskupa Henryka z Wierzbna w latach 1295–1305 miejscowość wymieniona jest w formie Slivitz w szeregu wsi lokowanych na prawie polskim iure polonico z których biskupstwo pobierało dziesięcinę Nota decimas polonicales.
Do 1945 roku, wieś funkcjonowała pod nazwą Schleibitz.

## Historia
Pierwsza wzmianka o osadzie "Slywicze" pojawiła się około 1300 roku. Znajdowało się tam wtedy 14 domostw.
W 1935 roku, burmistrzem Śliwic był mistrz kowalski, Josef Liebrich, natomiast w latach 1939-1942 był to Paul Schäfer.
W okresie międzywojennym, Śliwice podlegały pod okręg urzędowy w Piotrowicach Nyskich (Petterwitz), urząd stanu cywilnego znajdował się w Ratnowicach (Rathmannsdorf) a jednostka żandarmerii w Mesznie (Mösen)

## Edukacja
W 1925 roku, dzieci uczęszczały do szkoły we Frydrychowie (Friedrichseck). W 1935 r. lekcje we wsi prowadził nauczyciel Richard Kynast, a w 1939 r. Richard Langer.